# Нивецька сільська рада
Ни́вецька сільська́ ра́да — орган місцевого самоврядування в Дубровицькому районі Рівненської області. Адміністративний центр — село Нивецьк.

## Загальні відомості
- Нивецька сільська рада утворена в 1975 році.
- Територія ради: 40,486 км²
- Населення ради: 701 особа (станом на 2001 рік)

## Населені пункти
Сільській раді підпорядковані населені пункти:
- с. Нивецьк
- с. Грицьки
- с. Працюки

## Населення
Станом на 1 січня 2011 року населення сільської ради становило 640 осіб. У 2017 році населення сільської ради становило 649 осіб.
Згідно з переписом УРСР 1989 року чисельність наявного населення сільської ради становила 844 особи, з яких 417 чоловіків та 427 жінок.
За переписом населення України 2001 року в сільській раді мешкало 697 осіб.

### Мова
Розподіл населення за рідною мовою за даними перепису 2001 року:
| Мова       | Відсоток |
| ---------- | -------- |
| українська | 99,43 %  |
| російська  | 0,43 %   |
| румунська  | 0,14 %   |

### Вікова і статева структура
Структура жителів сільської ради за віком і статтю (станом на 2011 рік):
| Вік   | Чоловіків | Жінок | Разом |
| ----- | --------- | ----- | ----- |
| 0-17  | 67        | 62    | 129   |
| 18-39 | 108       | 71    | 179   |
| 40-59 | 76        | 70    | 146   |
| 60+   | 66        | 120   | 186   |
| Разом | 317       | 323   | 640   |

### Соціально-економічні показники
| Працездатне населення | Працездатне населення | Працездатне населення | Працездатне населення | Працездатне населення | Працездатне населення | Непрацездатне населення | Непрацездатне населення | Непрацездатне населення | Непрацездатне населення | Непрацездатне населення | Непрацездатне населення | Все населення |
| Чоловіки              | Чоловіки              | Жінки                 | Жінки                 | Разом                 | Разом                 | Чоловіки                | Чоловіки                | Жінки                   | Жінки                   | Разом                   | Разом                   | 640           |
| ос.                   | %                     | ос.                   | %                     | ос.                   | %                     | ос.                     | %                       | ос.                     | %                       | ос.                     | %                       | 640           |
| --------------------- | --------------------- | --------------------- | --------------------- | --------------------- | --------------------- | ----------------------- | ----------------------- | ----------------------- | ----------------------- | ----------------------- | ----------------------- | ------------- |
| 160                   | 25                    | 153                   | 24                    | 313                   | 49                    | 148                     | 23                      | 178                     | 28                      | 326                     | 51                      | 640           |

| Зайняті  | Зайняті  | Зайняті | Зайняті | Зайняті | Зайняті | Безробітні | Безробітні | Безробітні | Безробітні | Безробітні | Безробітні | Все населення |
| Чоловіки | Чоловіки | Жінки   | Жінки   | Разом   | Разом   | Чоловіки   | Чоловіки   | Жінки      | Жінки      | Разом      | Разом      | 640           |
| ос.      | %        | ос.     | %       | ос.     | %       | ос.        | %          | ос.        | %          | ос.        | %          | 640           |
| -------- | -------- | ------- | ------- | ------- | ------- | ---------- | ---------- | ---------- | ---------- | ---------- | ---------- | ------------- |
| 10       | 2        | 32      | 8       | 42      | 10      | 81         | 19         | 97         | 22         | 178        | 41         | 640           |

| Дорослі | Діти | Пенсіонери | Інваліди Німецько-радянської війни | Учасники бойових дій | Інваліди всіх груп і категорій | Люди, які обслуговуються служб. соц. допом. на дому | Неповні сім'ї | Діти з неповних сімей | Багатодітні сім'ї | Діти з багатодітних сімей | Діти-інваліди | Діти-сироти | Одинокі багатодітні матері |
| ------- | ---- | ---------- | ---------------------------------- | -------------------- | ------------------------------ | --------------------------------------------------- | ------------- | --------------------- | ----------------- | ------------------------- | ------------- | ----------- | -------------------------- |
| 523     | 136  | 282        | 1                                  | 4                    | 43                             | 14                                                  | 3             | 4                     | 16                | 54                        | 1             | 3           | -                          |

## Вибори
Станом на 2011 рік кількість виборців становила 493 особи.

## Склад ради
Рада складається з 12 депутатів та голови.
- Голова ради: Руда Тетяна Йосипівна
- Секретар ради: Кундиус Світлана Володимирівна

### Керівний склад попередніх скликань
| Прізвище, ім'я, по батькові | Основні відомості                                                                           | Дата обрання | Дата звільнення |
| --------------------------- | ------------------------------------------------------------------------------------------- | ------------ | --------------- |
| Куницький Володимир Хомич   | Сільський голова, 1954 року народження, член Народної партії                                | 26.03.2006   | 31.10.2010      |
| Руда Тетяна Йосипівна       | Сільський голова, 1973 року народження, освіта середня спеціальна, член партії Єдиний Центр | 31.10.2010   |                 |

Примітка: таблиця складена за даними сайту Верховної Ради України

## Господарська діяльність
Основним видом господарської діяльності населених пунктів сільської ради є сільськогосподарське виробництво.

### Офіційні дані та нормативно-правові акти
- Паспорт Дубровицького району (станом на 1 січня 2011 року) (doc). Дубровицька районна рада. Архів оригіналу за 10 лютого 2015. Процитовано 16 жовтня 2019.